# 武朥灣社
武朥灣社，社名又記為武勞灣、武溜灣、武𠯿灣、武嘮灣，或稱作平勞暖社（又記為兵老宛），是台灣北部原住民平埔族中凱達格蘭族的一支部落，活動範圍約為現今新北市新莊、板橋一帶，在1632年西班牙文獻即有記載，住在肥沃平坦的河灘地，從事農產、漁獵生活，利用艋舺（banquilla，獨木舟）在河上航行或躲避季節性的水患，西班牙人沿淡水河而上進行補給，交易族人的稻米，一路上相當安全，但來交易的漢人經常以偽幣詐騙族人。:290-295直到清領時代之後，漢人陸續有大量人口進入，也因此這些原住民在遷徙、通婚、漢化的過程中，逐漸消失在漢人社會裡。武溜灣社在新莊的較晚痕跡出現在1938年（昭和13年）的日治時期，當時記載著新莊僅剩一戶平埔族民，共五人。
伊能嘉矩認為武朥灣社約於1797年，自大漢溪北岸的新莊遷往與新店溪交會的西岸港仔嘴；翁佳音認為此社在1654年繪製的《大台北古地圖》原本就描繪在大漢溪南岸與新店溪交會的西岸港仔嘴，並沒有如伊能所稱的遷移。在板橋區舊社承德宮，供有平埔族祖先牌位。

## 另見
- 雷朗族